# Henry Fairfield Osborn

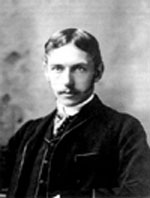
Henry Fairfield Osborn

Henry Fairfield Osborn (* 8. August 1857 in Fairfield (Connecticut); † 6. November 1935) war ein US-amerikanischer Geologe, Paläontologe und Eugeniker. Er war bis zu seinem Tod einer der weltweit einflussreichsten Anthropologen und Paläoanthropologen.

## Leben
Henry Fairfield Osborn studierte an der Princeton University. Zwischen 1883 und 1890 war er Professor für Vergleichende Anatomie. 1891 bekam er eine von der Columbia University und dem American Museum of Natural History gestellte Stelle und wurde Professor der Biologie an der Columbia University, ab 1896 dann Professor für Zoologie. Im Museum folgte er 1908 Morris Ketchum Jesup als Präsident nach. Seine Amtszeit währte hier bis 1933.
Sein Sohn, der Biologe Henry Fairfield Osborn Jr. (1887–1969), war langjähriger Präsident der New York Zoological Society und Autor des Umweltbuch-Bestsellers Our Plundered Planet (1948, deutsch: Unsere ausgeplünderte Erde).

## Forschungsthemen
Osborn beschrieb und benannte einige der bekanntesten Dinosaurier, unter anderem Ornitholestes (1903), Tyrannosaurus rex (1905), Pentaceratops (1923) und
Velociraptor (1924).
Das zweibändige Werk Proboscidea: A Monograph of the Discovery, Evolution, Migration and Extinction of the Mastodonts and Elephants of the World (1936), in welchem er den Fossilbericht und die Evolution der damals bekannten Rüsseltiere (Proboscidea, Elefanten und Verwandte) darstellte, gilt heute als sein bekanntestes Werk.
Obwohl Osborn grundsätzlich ein energischer Befürworter der Evolutionstheorie war, setzte er gegen die von Charles Darwin vertretene Herleitung des Menschen von Schimpansen-artigen Vorfahren seine Theorie des Dawn-Man („Mensch der Morgendämmerung“ oder „Frühzeit-Mensch“). Im Unterschied zu Darwins „Ape-Man“ sei dieser Dawn-Man schon von Beginn an dem Jetzt-Menschen sehr ähnlich gewesen. Roger Lewin (* 1944) beschrieb diesen Ansatz als „enigmatic“ (rätselhaft), „denn selbst wenn man Äonen zurückgeht, bleibt die Erscheinung des Dawn-Man stets überraschend modern. Welche primitivere Gestalt dem Dawn-Man vorausging, wurde niemals eindeutig beschrieben. Es scheint, als ob Osborn sich nie eingestehen wollte, dass ein primitives, affenähnliches Lebewesen ein unmittelbarer Vorfahre der frühen echten Menschen war.“
Osborns zahlreiche Veröffentlichungen zur Stammesgeschichte des Menschen sind auch deshalb nur noch von wissenschaftsgeschichtlicher Bedeutung, da er seine Hypothesen in erheblichem Maße auf den gefälschten Piltdown-Menschen stützte. Zudem vertrat er die Ansicht, dass der moderne Mensch (Homo sapiens) sich in Asien entwickelt habe. Er argumentierte, dass die frühen Vorfahren des Menschen in offenem Gelände lebten und sich dort fortentwickelten, da man an der „Zurückgebliebenheit“ der rezenten, in Wäldern lebenden indigenen Völker sehe, dass dies die Entwicklung nicht fördere. Ferner behauptete er, das Gehirn des Menschen sei ein derart komplexes Organ, dass seine Herausbildung mindestens 30 Millionen Jahre gedauert habe. Diese – damals in Fachkreisen mehrheitsfähige – Fehleinschätzung hatte u. a. zur Folge, dass er in seinem 1927 erschienenen Werk Man Rises to Parnassus: Critical Epochs in the Prehistory of Man den im Januar 1925 in Nature beschriebenen Fund des Kindes von Taung (des ersten entdeckten Exemplars eines Australopithecus africanus) mit keinem Wort erwähnte: Ein „nur“ zwei Millionen Jahre alter Vorfahre des Menschen hätte seiner Auffassung zufolge bereits ein viel größeres Gehirn haben müssen. Auch zahlreiche andere Paläoanthropologen, die sich seine Weltsicht zu eigen gemacht hatten, weigerten sich jahrzehntelang, Afrika als Ursprungskontinent des modernen Menschen anzuerkennen.

## Auszeichnungen
1900 wurde Osborn in die National Academy of Sciences (NAS), 1901 in die American Academy of Arts and Sciences gewählt. 1907 wurde er Ehrenmitglied (Honorary Fellow) der Royal Society of Edinburgh. 1918 wurde er von der Royal Society mit der Darwin-Medaille ausgezeichnet; 1926 wurde er als auswärtiges Mitglied („Foreign Member“) in diese Wissenschaftsgesellschaft gewählt. Die Académie royale des Sciences, des Lettres et des Beaux-Arts de Belgique nahm ihn 1919 als assoziiertes Mitglied auf. 1929 erhielt er die Daniel Giraud Elliot Medal der NAS. Bereits seit 1910 war er korrespondierendes Mitglied der Bayerischen Akademie der Wissenschaften, seit 1923 der Russischen Akademie der Wissenschaften und seit 1927 der Académie des sciences in Paris. 1912 wurde er Ehrenmitglied der Paläontologischen Gesellschaft.

## Nach Osborn benannte Taxa
Samuel Wendell Williston benannte den Plesiosaurier Dolichorhynchops osborni, Robert Wilson Shufeldt junior die fossile Vogelart Creccoides osbornii und Karl Patterson Schmidt Osborns Stumpfkrokodil (Osteolaemus osborni) zu Ehren von Henry Fairfield Osborns.

## Veröffentlichungen (Auswahl)
- The Origin and Evolution of Life: On the Theory of Action, Reaction and Interaction of Energy. 1917 (Volltext)
 Deutsche Übersetzung: Dr. Adolf Meyer. Erschienen unter dem Titel: Ursprung und Entwicklung des Lebens, auf Grund einer Theorie von der Wirkung, Gegenwirkung und Zwischenwirkung der Energie dargestellt. Stuttgart: E. Schweizerbart, 1930
- Man Rises to Parnassus: Critical Epochs in the Prehistory of Man. 1927 Volltext
- Proboscidea: A Monograph of the Discovery, Evolution, Migration and Extinction of the Mastodonts and Elephants of the World. 1936